# Беленкович, Александр Михайлович

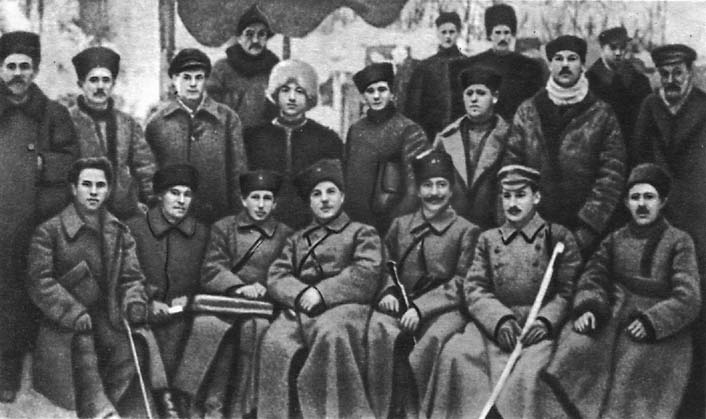
Командиры красной кавалерии. Сидят (слева направо): Каминский М. Д., Шевцов И. Б., Бубнов А. С., Ворошилов К. Е., Буденный С. М., Беленкович А. М., Друян и другие. Март 1920

Александр Михайлович Беленкович (11 апреля 1893 или 1897, Харьков — 15 декабря 1937, Москва) — украинский советский военачальник, участник Гражданской войны, хозяйственный руководитель.

## Биография
Среднего образования не получил.
С 1917 — член РСДРП, большевик, позже член ВКП(б). В ноябре 1917 — начальник штаба Красной Гвардии г. Харькова, в декабре был назначен комендантом штаба советских войск, которые вели бои против Центральной Рады УНР и отрядов Каледина.
В 1918—1920 гг. — командовал частями и соединениями Красной Армии, в том числе Центральной группой войск Украинского фронта, отдельной бригадой, боевым участком Харьковского военного округа. Был начальником штаба 1-й Стальной стрелковой дивизии (октябрь 1918 — январь 1919).
С 27 марта по 6 июня 1919 А. М. Беленкович — начальник Первой Украинской кавалерийской дивизией.
Участник боев против немецких интервентов, петлюровцев, деникинцев, белополяков.
После гражданской войны А. М. Беленкович — на разных руководящих должностях в РККА. Служил начальником участка г. Пятигорска. В 1928 — командир 11 кавалерийской дивизии.
Затем работал в народном хозяйстве, в частности, в авиационной промышленности. Директор заводов «Компрессор» Наркомата тяжелой промышленности СССР , Московского авиационного завода № 1 им. Авиахима. В 1935 был одним из инициаторов создания советского самолета Р-Z. В 1936 по вопросам развития авиапромышленности встречался со Сталиным.
В 1937 стал жертвой репрессий. 17 июля 1937 был арестован и 15 декабря того же года обвинен в участии в повстанческой террористической организации и приговорен ВКВС СССР к расстрелу.
В тот же день 15 декабря 1937 — А. М. Беленкович расстрелян. Место захоронения — Расстрельный полигон «Коммунарка», Московская область.
Реабилитирован в ноябре 1955 г. ВКВС СССР.

## Награды
Постановлением президиума ЦИК СССР от 20 февраля 1928 года за боевые отличия и заслуги, оказанные в период гражданском войны А. М. Беленкович был награждён орденом Красного Знамени.

## Память
В Пятигорске именем А. М. Беленковича названа одна из улиц города.